# Ocell del paradís roig
L'ocell del paradís roig (Paradisaea rubra) és una espècie d'ocell de la família dels paradiseids (Paradisaeidae) que habita zones boscoses de Waigeo i Batanta, a les illes Raja Ampat, front a la costa occidental de Nova Guinea.